# Microsoft Project
Microsoft Project je nástroj na projekt management, který je součástí kancelářského balíku Microsoft Office od společnosti Microsoft. Slouží k podpoře projektového řízení, správu úkolů, zdrojů a zjišťování aktuálního stavu projektu. Poskytuje různé výstupy – Ganttův diagram, kalendáře, přehled peněžních toků, analýzy EVA a PERT, atd.
První verze Microsoft Project byla uvedena pro operační systém DOS v roce 1984 společností, která pracovala pro Microsoft. Softwarová firma Microsoft koupila všechna práva k software v roce 1985 a vydala verzi 2. Verze 3 pro DOS byla vydána v roce 1986. Verze 4 pro DOS byla poslední verzí pro tento operační systém a na trhu se objevila roku 1987. První verze pro operační systém Windows byla vydána v roce 1990 pod názvem verze 1 pro Windows. Microsoft Project byla třetí aplikace založená na Windows. Přestože byla představována jako součást Microsoft Office, nikdy nebyla přidávána do žádné sestavy MS Office. V současné době je k dispozici ve dvou verzích, Standard a Professional.
Verze pro počítače Macintosh byla vydána v červenci 1991 a vývoj pokračoval prostřednictvím Project 4.0 pro Mac v roce 1993. Roku 1994 Microsoft zastavil vývoj většiny svých aplilkací pro Mac a přestal nabízet nové verze Office až do roku 1998, kdy vznikla nová divize Microsoft Macintosh Business (MacBU). Další aktualizovaná verze se nikdy neobjevila, a tak dnes již nelze verzi z roku 1993 spustit na Mac OS X. Pozdější verze byly uvedeny na trh v roce 1992 (v3), 1993 (v4), 1995, 1998, 2000, 2002, 2003, 2007, 2010, 2013 a 2016.

## MS Project
MS Project je aplikace pro plánování a řízení projektů, sledování termínů, přiřazování zdrojů a sledování jejich využití. Výpočet kritické cesty a zobrazení různých pohledů na projekt. Výhodou je týmové plánování a synchronizaci s SharePoint. MS Project je určen pro profesionální projektové managery k řízení a vedení jejich projektů či týmů.